# Aethiothemis solitaria
Aethiothemis solitaria är en trollsländeart som beskrevs av Ris in Martin 1908. Aethiothemis solitaria ingår i släktet Aethiothemis och familjen segeltrollsländor. IUCN kategoriserar arten globalt som livskraftig. Inga underarter finns listade i Catalogue of Life.